# Pyotr Ivanovich Poletika
Pyotr Ivanovich Poletika (15 de agosto de 1778, Vasilkov - 26 de enero de 1849, San Petersburgo) fue un diplomático, senador y escritor de memorias ruso. Fue considerado el mayor especialista en Estados Unidos en la Rusia de Pushkin, donde, entre 1817 y 1822, dirigió la embajada rusa de dicho país, siendo el segundo embajador ruso para el mismo.

## Biografía
Poletika nació en 1778 y tuvo una educación aristocrática. Su madre era de origen turco.
Ocupó puestos diplomáticos varios y, además de embajador ruso de los EE. UU., fue senador.
Falleció en 1849. Sus memorias fueron publicadas póstumamente, en 1855.